# Górna Kraina (region statystyczny)
Region statystyczny Górna Kraina (słoweń. gorenjska statistična regija) – region statystyczny w północno-zachodniej Słowenii. 
Jest to region z wysokimi górami, w tym Triglav, i jest prawie w całości alpejski. Duża część tego regionu statystycznego jest chroniona jako park narodowy. Rzeźba terenu i klimat stanowią dobrą bazę dla turystyki. W 2013 roku region odnotował prawie 19% noclegów turystycznych w Słowenii, z czego 78% stanowili turyści zagraniczni. Region ten zajął drugie miejsce w Słowenii pod względem liczby łóżek turystycznych na 1000 mieszkańców, mimo że miał nieco ponad połowę łóżek w regionie statystycznym Nadbrzeżny Kras. W 2013 r. zarejestrowana stopa bezrobocia była tutaj najniższa w Słowenii, o 3 punkty procentowe niższa od średniej krajowej i o ponad 8 punktów procentowych niższa niż w regionie statystycznym Mura, gdzie zarejestrowana stopa bezrobocia była najwyższa. Mimo że rolnictwo nie należy do najważniejszych gałęzi gospodarki tego regionu, gospodarstwa rolne należą do największych w kraju, zarówno pod względem średniej powierzchni użytkowanych użytków rolnych na gospodarstwo, jak i pod względem liczby zwierząt gospodarskich na gospodarstwo.
Na początku 2013 r. region ten miał stosunkowo korzystną strukturę edukacyjną. Odsetek osób bez wykształcenia, które nie ukończyły szkoły podstawowej lub ukończyły tylko szkołę podstawową był niższy od średniej krajowej, a odsetek osób z wykształceniem wyższym był wyższy od średniej krajowej. W regionie tym odpady komunalne są starannie segregowane; w 2013 r. ponad połowa odpadów komunalnych była zbierana oddzielnie.

## Miasta i miasteczka
Region statystyczny Górna Kraina obejmuje 8 miast i miasteczek, z których największym (a zarazem jego stolicą) jest Kranj.
| Stopień | Nazwa       | Populacja (2021) |
| ------- | ----------- | ---------------- |
| 1.      | Kranj       | 38 024           |
| 2.      | Jesenice    | 13 503           |
| 3.      | Škofja Loka | 11 706           |
| 4.      | Radovljica  | 6133             |
| 5.      | Bled        | 5181             |
| 6.      | Tržič       | 3744             |
| 7.      | Žiri        | 3654             |
| 8.      | Železniki   | 2933             |

## Gminy
Region statystyczny Górna Kraina obejmuje następujące 18 gmin:
- Bled
- Bohinj
- Cerklje na Gorenjskem
- Gorenja vas-Poljane
- Gorje
- Jesenice
- Jezersko
- Kranj
- Kranjska Gora
- Naklo
- Preddvor
- Radovljica
- Šenčur
- Škofja Loka
- Tržič
- Železniki
- Žiri
- Žirovnica

## Demografia
Szacunkowa liczba ludności w 2020 r. wynosiła 206 621 osób. Całkowita powierzchnia regionu wynosi 2137 km².

## Gospodarka
Struktura zatrudnienia: 58,9% usługi, 39% przemysł, 2,1% rolnictwo.

### Turystyka
Jest to drugi co do popularności cel podróży turystycznych wśród wszystkich regionów (20%), a turyści pochodzą ze: 20% ze Słowenii, 3,7% z Austrii, 4,6% z Chorwacji, 8,5% z Włoch, 10% z Niemiec, 4,3% z Wielkiej Brytanii i 49% z innych krajów.

## Transport
- Długość autostrad: 73,2 km
- Długość pozostałych dróg: 3127,4 km; także linie kolejowe.

W tym regionie znajduje się również główny międzynarodowy port lotniczy Słowenii.